# Bracon cieslikii
Bracon cieslikii är en stekelart som beskrevs av Niezabitowski 1910. Bracon cieslikii ingår i släktet Bracon och familjen bracksteklar. Inga underarter finns listade.